# Woman (single van Peter & Gordon)
Woman is een single van Peter & Gordon. Het is afkomstig van hun album Woman.
Als schrijver van het lied werd genoteerd Bernard Webb (en soms ook A. Smith). Bernard Webb bleek een pseudoniem van Paul McCartney. In eerste instantie had niemand door dat de Beatle achter het nummer zat. Maar al snel vond men het vreemd dat een zo onbekend iemand zo’n goede muziek kon schrijven en lekte de naam McCartney toch uit. Het schrijverschap werd min of meer verraden doordat de rechten waren toebedeeld aan Northern Songs, van Lennon en McCartney. John Lennon en McCartney schreven wel meer voor Peter Asher en Gordon Waller, maar dit nummer is alleen door McCartney geschreven. Hij wilde weleens zien of hij het ook zonder Lennon kon. Dat bleek het geval. Het nummer haalde de 28e plaats in de Britse hitlijst en de 18e in de Verenigde Staten. In Nederland haalde het de 15e plaats in de Nederlandse Top 40 met 13 weken notering.
Wat opvalt aan het nummer is dat het erg lijkt op de muziek uit de begintijd van Electric Light Orchestra. De leider van die band, Jeff Lynne, is een grote fan van The Beatles. Overigens schreef John Lennon veel later ook een song getiteld Woman, toch geheel anders.
Van McCartneys versie is ook een opname bekend door The Beatles zelf met Paul achter de piano; het is op sommige bootlegversies te horen van Let It Be.